# Дождевые леса восточного побережья Австралии
Дождевые леса восточного побережья Австралии (англ. Gondwana Rainforests of Australia) — объект Всемирного наследия ЮНЕСКО на восточном побережье материковой части Австралии, на границе между штатами Квинсленд и Новый Южный Уэльс.
Включён в список всемирного наследия в 1986 году (расширены в 1994 году) под названием Парки умеренных и субтропических лесов австралийского восточного побережья (англ. Australian East Coast Temperate and Subtropical Rainforest Parks). Тогда он включал в себя 16 участков дождевых лесов на территории Нового Южного Уэльса (площадь около 203 500 га). В 1994 году объект был расширен: в него включили ещё 40 объектов, большинство из которых было расположено на территории штата Квинсленда. В период между 1994—2007 годами он носил название Заповедники тропических лесов Восточно-Центральной Австралии (англ. Central Eastern Rainforest Reserves).

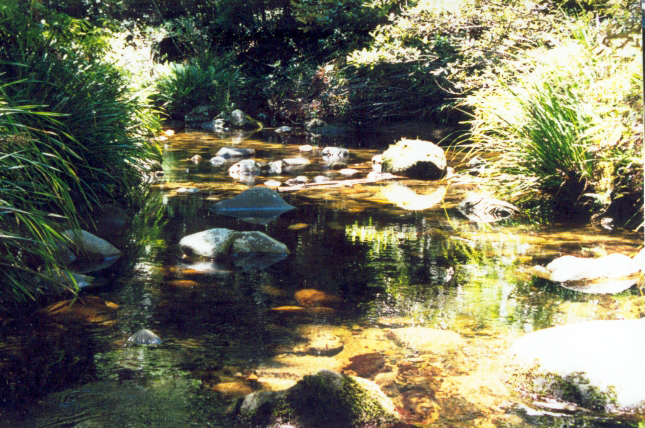
Национальный парк Уошпул

В настоящее время на его территории расположено около 50 отдельных заповедников, расположенных между австралийскими городами Ньюкасл и Брисбен. Все они тянутся на 500 км вдоль Большого Водораздельного хребта в восточной части штата Новый Южный Уэльс и южной части Квинсленда, а сам объект представляет собой скопление многочисленных участков дождевых лесов, которые окружены эвкалиптовыми лесами и сельскохозяйственными угодьями. Дождевые леса восточного побережья Австралии являются самыми обширными субтропическими дождевыми лесами во всём мире. Общая площадь объекта составляет около 370 тысяч га.
С научной точки зрения, они имеют важное значение, так как представляют собой огромное скопление древней растительности Австралии, сформировавшейся во время, когда современный материк был ещё частью суперконтинента Гондвана. Рельеф местности, на которой расположились леса, разнообразен. Он включает в себя многочисленные ущелья, доисторические вулканы, водопады, реки.
Мир флоры и фауны крайне богат: в лесах зарегистрировано около половины всех семейств австралийских растений и примерно треть австралийских видов млекопитающих и птиц (при том, что леса занимают лишь 0,3 % всей площади материковой части Австралии).